# Колонна, Асканио
Аска́нио Коло́нна (итал. Ascanio Colonna; 1500 (или 1490), Неаполь, Неаполитанское королевство — 24 марта 1557, там же) — аристократ из рода Колонна́, 2-й герцог Палиано в 1520—1557 годах, герцог Урбино в 1520—1557 годах. Вице-король Абруцци в 1529 году. Великий коннетабль Неаполитанского королевства. Кондотьер. Служил в армиях Папского государства и Священной Римской империи.

## Биография
Родился в Неаполе между 1490 и 1500 годами. Он был сыном кондотьера Фабрицио I Колонна, 1-о герцога Палиано и Агнессы да Монтефельтро, аристократки из рода герцогов Урбино. По отцовской линии приходился внуком кондотьеру Одоардо Колонна, герцогу Марси, графу Альбы и Челано, синьору Палиано и Филиппе Конти, аристократке из рода герцогов Гваданьоло. По материнской линии был внуком Федериго да Монтефельтро, герцога Урбино и Баттисты Сфорца, аристократки из рода синьоров Пезаро. После смерти отца, Асканио унаследовал от него звание великого коннетабля Неаполитанского королевства, которое 25 мая 1520 года было закреплено за ним императором Карлом V.

### Участие войнах
По семейной традиции поступил на военную службу в армию Папского государства. В январе 1522 года, после смерти римского папы Льва X, как глава партии сторонников рода Колонна, был вызван в Рим для поддержания порядка во время конклава. Участвовал в интронизации римских пап Адриана VI и Климента VII. Тем не менее, во время Итальянских войн, встал на сторону императоров Священной Римской империи в их борьбе с римскими папами и французскими королями за господство на Апеннинском полуострове.
В 1524 году, заняв Милан, французский король Франциск I приказал своей армии под командованием Джона Стюарта, герцога Олбани и кондотьера Ренцо ди Чери, аристократа из рода Орсини, начать вторжение в Неаполитанское королевство. Асканио выступил против французов и воевал с ними до 1525 года, когда после битвы при Павии, французы был вынужден отступить с земель неаполитанцев. С началом войны Коньякской лиги в 1526 году он также участвовал в сражениях на стороне императора. В 1527 году присутствовал при разграблении Рима, во время которого город подвергся катастрофическому разорению.
В 1528 году во время осады Неаполя защищал город от французской армии под командованием Оде де Фуа, графа Лотрека и генуэзского флота под командованием Филиппино Дориа. Во время сражения при Капо-д’Орсо получил тяжёлое ранение в руку и был взят в плен генуэзцами, союзниками французов. В Генуе был пленником известного адмирала Андреа Дориа, которого, по словам самого Асканио, он убедил перейти на сторону императора. Выкупленный кардиналом Помпео Колонна, вернулся в армию Неаполитанского королевства под командованием вице-короля Филибера Оранского. В том же 1528 году его назначили вице-королём Абруцци и отправили восстанавливать Л’Акуилу.

### Отношения с римскими папами
В 1525 году Асканио встал на сторону происпанской и проимперской партии во главе с кардиналом Помпео Колонна, который выступил против профранцузской политики римского папы Климента VII. Это положило начало вражде между понтификом и родом Колонна. 20 сентября 1526 года члены партии сторонников рода Колонна напали на Рим, однако были вынуждены отступить. Климент VII не удержался от мести и приказал разорить владения рода в области Лацио. Но уже в следующем году, Асканио, во время разграбления Рима, добился от Святого Престола компенсаций за причинённый ущерб.
Когда другой римский папа Павел III лишил его род привилегии не платить налог на соль, дарованной им римским папой Мартином V, Асканио начал разорять села в Папской области. Он запретил своим подданным принимать участие в укреплении фортификационных сооружений в Риме, и перекрыл ввоз зерна в город. В ответ 6 марта 1541 года понтифик отлучил его от Церкви и объявил бунтовщиком. В 1542 году, под натиском папских войск под командованием Пьера Луиджи Фарнезе, Асканио был вынужден оставить замки в Лацио и Кампании и укрылся в своих владениях в Абруцци. Новый римский папа Юлий III в 1550 году вернул ему все, ранее отобранные у рода Колонна, земли в Лацио и Кампании и даровал Асканио церковное прощение.

### Последние годы и смерть
Ещё в июле 1532 года, после смерти кардинала Помпео Колонна, Асканио стал главой рода Колонна. Через три года после этого распался его брак, а спустя ещё восемнадцать лет он попытался восстановить семью при посредничестве иезуитов. Попытка успеха не имела. После окончательного разрыва отношений с супругой, Асканио лишил наследства их единственного сына Маркантонио.
В 1554 году между ними началась война, которая закончилась заключением Асканио в тюрьму Кастель-Нуово в Неаполе, где его обвинили в государственной измене. Римский папа Юлий III и император Карл V признали Маркантонио единственным законным наследником владений герцогов Палиано из рода Колонна в Лацио, Кампании и Абруцци.
В 1556 году новый римский папа Павел IV лишил обоих Колонна, отца и сына, всех владений в Лацио за участие в войне между ним и императором на стороне последнего. Он передал герцогство Палиано своему племяннику Джованни Карафа. Однако после заключения мирного договора в Каве в сентябре 1557 года понтифик вернул Колонна их владения и даровал им своё прощение. Но Асканио к тому времени уже умер. Он скончался 24 марта 1557 года в заключении в Неаполе. Его останки перевезли и похоронили в Палиано.

## Брак и потомство
5 июня 1521 года в Риме (по другой версии в замке Кастель-Нуово в Неаполе), по завещанию покойного отца, грозившего в противном случае лишить его наследства, Асканио женился на Джованне д’Арагона (1502 — 11.9.1575), дочери Ферранте д’Арагона, 1-о герцога Монтальто и Катерины ди Кардона, герцогини Сомма. Брачный контракт между семьями был заключён 11 ноября 1518 года. Джованна д’Арагона считалась одной из самых красивых и образованных женщин своего времени. Однако в 1535 году супруги разошлись. Джованна переехала в замок на острове Искья в Неаполитанском королевстве.
В 1552 году, во время осады Пармы, участвуя в битве на стороне императорских войск, погиб Фабрицио, старший сын Асканио. Это событие и просьба самого Игнатия Лойолы повлияли на Джованну, которая, вместе с младшим сыном Маркантонио, вернулась в Рим к мужу. Но вскоре Джованна снова уехала в Неаполь, и на этот раз навсегда. Причинами распада семьи были воинственный нрав Асканио и его расточительность. Он то присоединял к своим владениям земли, то продавал их. Конфликт между супругами перерос во вражду. Джованна объявила мужа сумасшедшим распутником, убийцей, еретиком и содомитом. В свою очередь, Асканио обвинил жену в инцесте с младшим сыном и лишил того наследства. За время совместной жизни у супругов родились семеро детей:
- Фабрицио (1525 — 11.09.1551), римский дворянин, неаполитанский и венецианский патриций, в 1548 году сочетался браком с Ипполитой Гонзага (17.06.1535 — 09.03.1563), дочерью Ферранте I Гонзага, суверенного графа Гвасталлы и Изабеллы Капуанской, принцессы ди Мольфетта;
- Марчелло, умер в младенческом возрасте;
- Просперо, умер в младенческом возрасте;
- Виктория, римская дворянка, венецианская патрицианка, в 1552 году сочеталась браком с Гарсией Альваресом де Толедо (ум. 31.05.1577), маркизом Вильяфранка;
- Агнесса (1538 — 26.04.1578), римская дворянка, венецианская патрицианка, в 1560 году сочеталась браком с Онорато IV Каэтани, герцогом Сермонета;
- Джеролама (ум. 1598), римская дворянка, венецианская патрицианка, 1 июня 1559 года сочеталась браком с Камилло Пиньятелли, герцогом Монтелеоне и графом Борелло;
- Маркантонио (25.02.1535 — 01.08.1585), герцог и князь Палиано под именем Маркантонио II, герцог Тальякоццо, граф Чеккано, синьор Дженаццано, Вико, Антиколи, Арнара, Коллепардо, Кастро, Пофи, Джулиано, Рипи, Рокка-ди-Папа, Рокка-ди-Каве, Пильо, Моруло, Джулиано и Сгургола, римский дворянин, неаполитанский и венецианский патриций, великий коннетабль Неаполитанского королевства и адмирал папского флота, 29 апреля 1552 года сочетался браком с Феличе Орсини (ум. 27.07.1596), дочерью Джироламо Орсини, синьора Браччано и Франчески Сфорца, графини Санта-Фьора[9].

## Титулы
Великий коннетабль Неаполетанского королевства, герцог Урбино, герцог Палиано, маркиз д’Атесса, маркиз Манопелло, граф Тальякоццо, граф Альбе, граф Чеккано, барон Карзоле, барон Валь-ди-Ровето, барон Коваро, синьор Дженаццо, Антиколи, Амара, Коллепардо, Фальватерра, Джулиано, Моруло, Пильо, Пофи, Рокка-ди-Каве, Рокка-ди-Папа, Сан-Лоренцо, Санто-Стефано, Вико, Марино, Риофреддо, Ровиано, Кастро, Неми, Рипи, Джулиано, Чивита Лавиния и Авеццано, римский дворянин, неаполитанский и венецианский патриций. С 8 октября 1528 года Асканио был вице-королём Абруцци.